# Atteggiamento sospetto
Atteggiamento sospetto è un romanzo di Muriel Spark pubblicato nel 1981, anno in cui venne nominato tra i finalisti del Booker Prize.

## Trama
Fleur Talbot è alle prese con il suo primo romanzo, Warrender Chase, che sta cercando di completare nella Londra dei primi anni cinquanta. Per mantenersi trova lavoro presso Sir Quentin Oliver come segretaria della "Associazione Autobiografica", i cui membri stanno scrivendo le proprie memorie. Assistendoli in questa attività, Fleur raccoglie materiale importante per il suo romanzo, e comincia a nutrire il sospetto che Sir Quentin abbia intenzione di ricattare i membri dell'associazione. Nel frattempo Sir Quentin scopre il romanzo ancora incompiuto di Fleur e cerca di distruggerlo, essendosi accordo che il romanzo svela i suoi piani. Infatti, Warrender Chase, il personaggio che dà il titolo al romanzo di Fleur, col passare del tempo assomiglia sempre di più a Sir Quentin, il quale, dopo essere entrato in possesso di una copia manoscritta dell'opera, a sua volta comincia a comportarsi come il protagonista del romanzo.

## Edizioni
- Muriel Spark, Atteggiamento sospetto, Feltrinelli, 1990, ISBN 88-07-70010-7.